# 196736 Munkácsy
A 196736 Munkácsy (ideiglenes jelöléssel (196736) 2003 SH127) a Naprendszer kisbolygóövében található aszteroida. Piszkéstetőn fedezték fel 2003. szeptember 19-én.